# Boa Vista do Incra
Boa Vista do Incra là một đô thị thuộc bang Rio Grande do Sul, Brasil. Đô thị này có diện tích 503,475 km², dân số năm 2007 là 2447 người, mật độ 4,86 người/km².